# Пасторальна психологія
Пасторальна психологія — це галузь психологічних знань, яка вивчає психологію душпастиріювання, душпастирські ситуації та поведінку людей у них.
Душпастирські ситуації класифікують за:

- кількість осіб
```
     • індивідуальні
     • групові
```

- видом проблеми (особисті, конфлікти в сім'ї, на роботі, спроби суїциду тощо)

- місцем душпастирської ситуації (у виправних закладах, колоніях, лікарнях, освітніх закладах тощо)

- терміном надання душпастирської допомоги
```
     • термінові
     • ті, що можна відтермінувати.
```